# Coenzimă
Coenzimele sunt macromolecule organice, non-proteice, de obicei lipidice. Acestea sunt de-obicei legate de apoenzime, formând o moleculă de enzimă unitară. 

## Tipuri de coenzime

### Vitamine
- Acid ascorbic sau vitamina C;
- Cobalamină sau vitamina B12;

### Ioni metalici
- Molibden;
- Mangan;
- Zinc

### Alte tipuri
- ATP;
- Hem